# اینچه‌صلاح سفلی
اینچه‌صلاح سفلی، روستایی از توابع بخش مرکزی شهرستان چالدران در استان آذربایجان غربی ایران است.

## جمعیت
این روستا در دهستان چالدران جنوبی قرار دارد و براساس سرشماری مرکز آمار ایران در سال ۱۳۸۵، جمعیت آن ۱۶۷ نفر (۲۳خانوار) بوده‌است.